# Dracholf

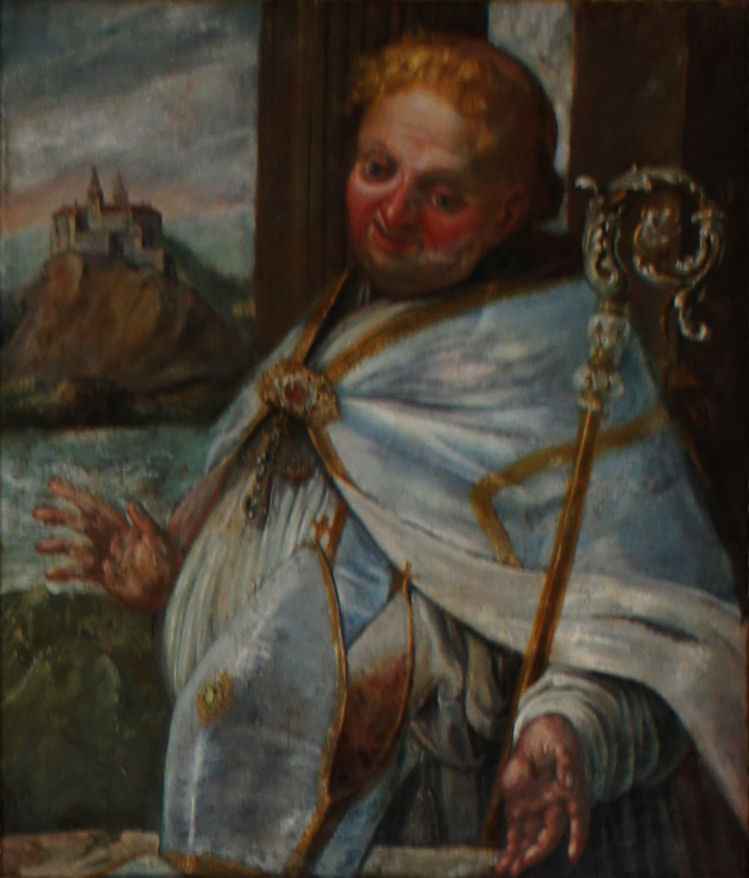
Dracholf auf einem Gemälde im Fürstengang Freising

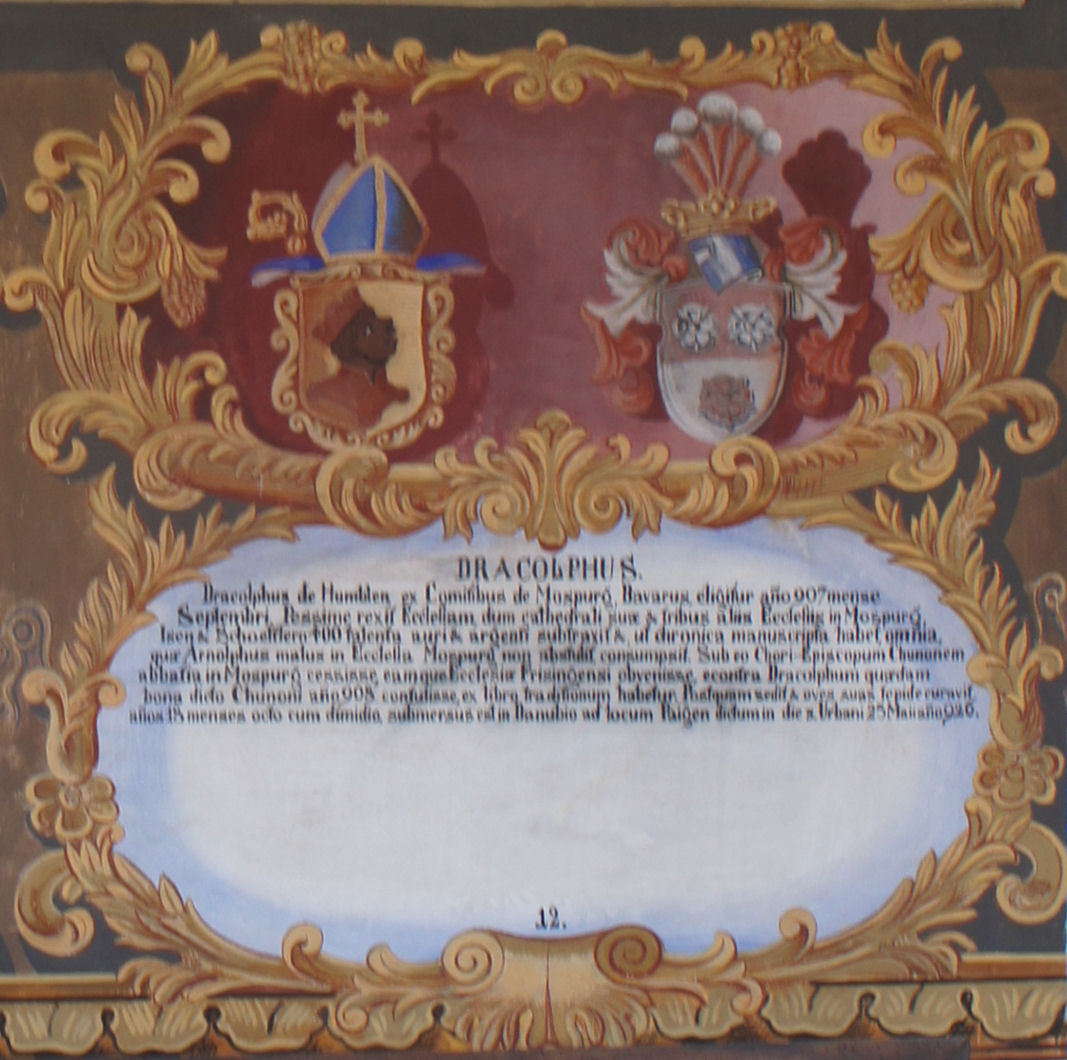
Wappentafel von Dracholf im Fürstengang Freising

Dracholf, auch Drakolf und Dragulph, († 25. Mai 926 in der Donau bei Persenbeug) wurde nach der vernichtenden Niederlage der Bayern gegen die Ungarn im Jahr 907 Bischof von Freising.
Der aus der ostfränkischen Adelssippe der Mattonen stammende Dracholf war vor seiner Ernennung zum Bischof von Freising Abt des Klosters Münsterschwarzach. Von König Konrad I. hatte der Bischof Dracholf den Ort Diebach (Neustadt an der Aisch) geschenkt bekommen. Er war Ratgeber von König Ludwig und von Herzog Arnulf von Bayern. Dracholf wurde Nachfolger des in der Schlacht bei Pressburg gefallenen Bischofs Utto. Am 30. Juli 909 fielen die Ungarn auch in Freising ein, am 4. August verbrannten die Kirchen des hl. Stephanus und des hl. Vitus.
Sein Ruf als „Kirchenschänder“ hat wohl mit der wirtschaftlichen Notlage des Bistums nach den Ungarneinfällen zu tun. 926 kam Dracholf auf einem Heereszug gegen die Ungarn im Donaustrudel bei Persenbeug ums Leben.